# La Chapelle-devant-Bruyères
La Chapelle-devant-Bruyères – miejscowość i gmina we Francji, w regionie Grand Est, w departamencie Wogezy.
Według danych na rok 1990 gminę zamieszkiwały 633 osoby, a gęstość zaludnienia wynosiła 31 osób/km² (wśród 2335 gmin Lotaryngii La Chapelle-devant-Bruyères plasuje się na 521. miejscu pod względem liczby ludności, natomiast pod względem powierzchni na miejscu 163.).